# Yumi Tamura
Yumi Tamura (田村由 Tamura Yumi), Japan, är en japansk mangaartist.  
Hon debuterade 1983  med Ore-tachi no Zettai Jikan med vilken hon vann  Shogakukan Grand Prize för nya artister. Hennes senaste serie, 7 Seeds, vann 2007 Shogakukan Manga Award, 

## Urval av verk
- Basara
- Chicago
- Wild.com
- 7 Seeds
- Ore-tachi no Zettai Jikan
- Tomoe ga Yuku
- Basara Artbooks
- Hare Tokidoki Yami
- Box Kei!
- Wangan Jungle